# Хромов, Степан Лаврентьевич
Степан Лаврентьевич Хромов — советский военный, государственный и политический деятель, полковник.

## Биография
Родился в 1901 году в деревне Родионово. Член КПСС с 1920 года.
С 1919 года — на хозяйственной, общественной и политической работе. В 1919—1946 гг. — участник Гражданской войны, на политической работе в Рабоче-Крестьянской Красной Армии, помощник военкома 52-го стрелкового полка, военком 84-го отдельного танкового батальона, помощник военкома 50-го артполка, военком артдивизиона 50-й стрелковой бригады МВО, 116 артполка, начальник политотдела спецчастей гарнизона Рязани, военком 136-й стрелковой дивизии МВО, участник советско-финляндской войны, военком 136-й стрелковой дивизии 13-й армии, начальник политотдела 182-й стрелковой дивизии
Делегат XVIII съезда ВКП(б).
Умер до 1985 года.